# Martin Mesotitsch
Martin Mesotitsch (* 19. Januar 1983 in Villach) ist ein ehemaliger österreichischer Biathlet und Skilangläufer.
Martin Mesotitsch, Bruder von Daniel Mesotitsch, lebt in St. Jakob und startet für Union Rosenbach. Der Sportsoldat wird von Wolfgang Korosec trainiert. Er begann seine Karriere als Langläufer. Sein Debüt im Continentalcup gab er am 9. Dezember 2000 im schweizerischen Campra, als er 58. über 10 Kilometer in der klassischen Technik wurde. Seine beste Platzierung war ein 44. Platz am 4. Januar 2002 in Furtwangen im Schwarzwald. Seinen einzigen Weltcupstart absolvierte er am 29. Dezember 2001 in Salzburg, als er 55. im Sprint wurde. Bei den Junioren-Weltmeisterschaften 2001 im polnischen Karpacz wurde er 71. über 10 Kilometer in der klassischen Technik. Ein Jahr später wurde er bei den Junioren-Weltmeisterschaften in Schonach im Schwarzwald jeweils 51. im Sprint und über 10 Kilometer in der freien Technik. 
2002 begann er mit dem Biathlonsport, 2003 bestritt er seine ersten Junioren-Europacup-Rennen. In Haute-Maurienne nahm er an der Junioren-Weltmeisterschaft teil und wurde 48. des Einzels und 45. des Sprints. Kurz darauf startete er in Minsk bei der Junioren-Europameisterschaft und wurde dort 26. des Einzels und 20. des Sprintrennens.
2004 lief Mesotitsch seine ersten Rennen im Biathlon-Europacup. Sein erstes Rennen bestritt er in Obertilliach, wo er 30. des Sprints wurde. Auch in den folgenden Jahren nahm er regelmäßig am Europacup und dessen Nachfolger, dem IBU-Cup teil. Das erste Top-Ten-Ergebnis und sein bislang bestes Resultat schaffte der Österreicher 2006 in Gurnigel. Erstes Großereignis bei den Herren wurden die Biathlon-Europameisterschaften 2006 in Langdorf, wo Mesotitsch 62. des Sprints wurde. 2009 lief er in Ufa seine zweite EM. Er wurde 37. des Einzels, 22. des Sprints und 24. der Verfolgung. In der folgenden Saison gab er in Antholz sein Debüt im Biathlon-Weltcup und wurde 63. eines Einzels. Im weiteren Verlauf des Weltcup-Wochenendes verbesserte er seine Resultate im Sprint auf einen 59. Platz und im darauf basierenden Verfolgungsrennen auf Rang 56.
Nachdem Mesotitsch 2010 seinen letzten Biathlon-Wettbewerb absolviert hatte, wandte er sich wieder dem Langlauf zu und wurde bei den österreichischen Meisterschaften im März 2017 in Eisenerz Elfter über 30 Kilometer in der freien Technik. Sein letztes Rennen absolvierte er am 4. Februar 2018 beim traditionsreichen Volkslanglauf Toblach–Cortina, bei dem er Zehnter wurde.

## Biathlon-Weltcup-Platzierungen
Die Tabelle zeigt alle Platzierungen (je nach Austragungsjahr einschließlich Olympische Spiele und Weltmeisterschaften).
- 1.–3. Platz: Anzahl der Podiumsplatzierungen
- Top 10: Anzahl der Platzierungen unter den ersten zehn (einschließlich Podium)
- Punkteränge: Anzahl der Platzierungen innerhalb der Punkteränge (einschließlich Podium und Top 10)
- Starts: Anzahl gelaufener Rennen in der jeweiligen Disziplin

| Platzierung                      | Einzel | Sprint | Verfolgung | Massenstart | Staffel | Gesamt |
| -------------------------------- | ------ | ------ | ---------- | ----------- | ------- | ------ |
| 1. Platz                         |        |        |            |             |         |        |
| 2. Platz                         |        |        |            |             |         |        |
| 3. Platz                         |        |        |            |             |         |        |
| Top 10                           |        |        |            |             |         |        |
| Punkteränge                      |        |        |            |             |         |        |
| Starts                           | 1      | 1      | 1          |             |         | 3      |
| Stand: nach der Saison 2009/2010 |        |        |            |             |         |        |